# Plaza de Colón (Salamanca)
La plaza de Colón se encuentra en el centro histórico de la ciudad de Salamanca.
Antiguamente se conocía como plaza de san Adrián por encontrarse en la plaza la iglesia de San Adrián hoy desaparecida. Adquirió su actual nombre en 1893 cuando, con un año de retraso, se conmemoró el cuarto centenario del descubrimiento de América erigiendo un monumento a Cristóbal Colón.
Los bancos de tipo canapé que rodean la plaza proceden de la plaza Mayor. Cuando se eliminaron los jardines de ésta los bancos fueron repartidos entre la plaza de Colón, la de los Bandos y la de La Libertad. 

## Monumentos
En el centro de la plaza se encuentra el Monumento a Colón levantado en 1893, obra de Eduardo Barrón.
Alrededor de la plaza se encuentran los siguientes edificios históricos:
En el extremo oeste de la plaza se encuentran los siguientes edificios:
- El palacio de La Salina, palacio renacentista construido por Rodrigo Gil de Hontañón

- El palacio de Orellana, palacio clasicista del último tercio del siglo XVI.

- La torre de los Anaya, casa señorial con torre desmochada.

Al este de la plaza se encuentran:
- La torre del Clavero, casa señorial del siglo XV de aspecto militar.

- El antiguo convento de los Trinitarios Descalzos, que actualmente alberga los Juzgados de Salamanca

- La iglesia de San Pablo, antigua iglesia del convento trinitario edificada en el siglo XVII, hoy parroquia.